# Libgart Schwarz
Pour les articles homonymes, voir Schwarz.
Libgart Schwarz, née le 25 janvier 1941  à Sankt Veit an der Glan (Kärnten), est une actrice autrichienne. Elle fut l'épouse de Peter Handke de 1967 à 1994.

## Filmographie partielle
- 1970 : Summer in the City
- 1972 : L'Angoisse du gardien de but au moment du penalty
- 1991 : Malina